# Kryptodrakon
Kryptodrakon (лат.) — род птерозавров из подотряда птеродактилей, занимает базальное положение. Типовой и единственный вид — Kryptodrakon progenitor, известен по находке из верхнеюрских (оксфордский ярус) отложений Китая. Это древнейший из известных науке птеродактилей.

## Описание
Типовой вид Kryptodrakon progenitor назвали и описали Брайан Андрес, Джеймс Кларк и Сюй Син в 2014 году. Голотип IVPP V18184 был найден в 2001 году в слоях формации Шишугоу в провинции Синьцзян. Он состоит из части скелета без черепа и содержит фрагменты обоих крыльев, в том числе правую четвёртую пястную кость, части плечевого пояса и второй крестцовый позвонок. Кости не были соединены, но они были обнаружены на небольшом участке площадью около тридцати квадратных сантиметров, на значительном расстоянии от других ископаемых остатков, и, таким образом, вероятно, принадлежат одной особи. Кости хорошо сохранились в объёме, не выдержав сильного сжатия. Сначала кости отнесли к тероподам; однако позже палеонтолог Джеймс Кларк определил их как кости птерозавра.

## Палеоэкология
Kryptodrakon , по оценкам специалистов, имел размах крыльев 1,47 метра и жил в лесных поймах, в отличие от большинства других птерозавров, обитавших рядом с морями и океанами.